# جون غرانت
جون غرانت (بالإنجليزية: John Grant)‏ (16 يونيو 1931 بإدنبرة في المملكة المتحدة - يناير 2021) هو لاعب كرة قدم بريطاني في مركز الدفاع. شارك مع منتخب اسكتلندا لكرة القدم. أما مع النوادي، فقد لعب مع ريث روفرز ونادي هيبرنيان ورابطة كرة القدم الاسكتلندية الحادية عشر ‏.

## مسيرته الكروية
لعب جون غرانت خلال مسيرته الاحترافية مع ناديين في أحد عشر موسمًا وسجل خلالها هدفين أثنين ضمن 252 مباراة. ولم يفز بأي موسم بالكأس أو بالدوري.
خاض جون غرانت مسيرته مع نادي هيبرنيان في موسم 1954–55 ليلعب معه عشرة مواسم، مشاركًا في 224 مباراة سجل خلالها هدفين. ثم انتقل إلى نادي ريث روفرز في موسم 1964–65 لمدة موسم واحد، حيث شارك في 28 مباراة ولم يسجل أي هدف.

## وصلات خارجية
- جون غرانت على موقع قاعدة بيانات كرة القدم.إي يو (الإنجليزية)
- جون غرانت على موقع قاعدة بيانات كرة القدم.إي يو (الإنجليزية)
- جون غرانت على موقع ناشيونال فوتبول تيمز (الإنجليزية)